# Жимерин, Дмитрий Георгиевич
Дми́трий Гео́ргиевич Жиме́рин ((12 (25) октября 1906, д. Дубки, Тульская губерния — 15 мая 1995, Москва) — советский государственный деятель, нарком (министр) электростанций СССР (1942—1953).

## Биография
Родился в зажиточной крестьянской многодетной семье, у него было восемь старших сестёр и два младших брата. Его родители были потомственными земледельцами; отец Георгий Тимофеевич был отличным столяром и плотником, а мать Ирина Григорьевна с дочерьми часто работала на уборке урожая с полей, вела домашнее хозяйство.
Когда ему исполнилось девять лет, родители отдали его в начальную сельскую четырёхлетнюю школу, где у него появилась сильная тяга к чтению и знаниям. По совету школьного учителя Василия Евдокимовича родители отдали сына в профессионально-техническую школу Тульского оружейного завода. В 1920 году он покинул своё село Дубки навсегда.
После окончания профтехшколы в 1924 году получил направление на электростанцию при Тульском оружейном заводе.
Осенью 1924 года зачислен на Тульский вечерний рабочий факультет. Окончив рабфак, где он вступил в ВКП(б), в 1926 году он без вступительных экзаменов был зачислен на первый курс Московского высшего технического училища.
В 1930 году МВТУ было разделено на пять технических институтов, в связи с чем на последнем году обучения он оказался во вновь созданном Московском энергетическом институте (МЭИ). 27 июля 1931 года он получил диплом инженера-электрика по специальности «Центральные электрические станции».
Начал преподавать в МЭИ, отслужил срочную службу в рядах РККА. После демобилизации работал в ОРГРЭС[что?]. Во время работы в аварийной инспекции Главэнерго разработал комплекс мер по снижению аварийности, предусматривавший выплату надбавок к основному окладу за безаварийную работу (в течение года аварийность снизилась в 5 раз).
1931—1937 — работал в ЦК профсоюза электриков
1937—1939 — начальник инспекции, начальник производственно-распределительного отдела по руководству электростанциями Юга СССР Главного управления энергетического хозяйства Наркомтяжпрома.
1939—1940 — главный инженер, начальник Главного управления электростанций и электросетей Юга Наркомата электростанций и электропромышленности СССР.
1940—1942 — первый заместитель Наркома электростанций СССР.
1942—1953 — Нарком (Министр) электростанций СССР (после смерти А. И. Леткова).
май 1953 года — перенёс первый инфаркт
1953—1954 — первый заместитель Министра электростанций и электропромышленности СССР.
1954—1955 — первый заместитель Председателя Бюро Совета Министров СССР по химии и энергетике.
1955—1957 — первый заместитель Председателя Госплана СССР.
1957—1958 — заместитель Председателя Госплана РСФСР.
31 мая 1958 года — перенёс второй инфаркт
1958—1961 — на пенсии.
1962—1962 — заведующий кафедрой экономики промышленности и организации предприятий Московского энергетического института (МЭИ)
1961—1964 — член комитета, начальник отдела Госкомитета Совета Министров РСФСР по координации научно-исследовательских работ.
1964—1971 — директор Государственного научно-исследовательского энергетического института им. Г. М. Кржижановского.
1966 — защитил диссертацию на соискание учёной степени доктор технических наук.
1970 — избран членом-корреспондентом АН СССР.
1971—1983 — первый заместитель председателя ГКНТ СССР.
1983—1991 — советник председателя ГКНТ СССР.
1992—1993 — советник министра науки, высшей школы и технической политики Российской Федерации.

Могила Жимерина. Фото 2017 года

Похоронен на Новодевичьем кладбище (5 уч).

## Партийная и общественная деятельность
- 1952—1961 — Кандидат в члены ЦК КПСС. Депутат Верховного Совета СССР 2-го и 4-го созывов.
- Автор научных трудов по энергетике и электрификации.

## Авария в Мосэнерго 18 декабря 1948 года
Вечером 18 декабря в результате аварии в Москве полностью отключилось электропитание, остановился транспорт, прекратилось электроснабжение Кремля. Жимерин срочно прибыл на диспетчерский пункт Мосэнерго на Раушской набережной. Туда же прибыл и Берия. Состоялся разговор на повышенных тонах между ним и Жимериным. Своим вопросом, почему органы не задействовали резервную систему электропитания Кремля, Жимерин парировал угрозы Берия. На следующий день в своём кабинете Берия, выхватив пистолет, угрожал застрелить управляющего Мосэнерго Михаила Уфаева. Заслонивший его своим телом Жимерин бросил в лицо Берии: «Стреляйте, он не виноват!»

## Награды и звания
- 4 ордена Ленина (в том числе 30.09.1943, 11.10.1956)
- орден Октябрьской Революции
- 2 ордена Трудового Красного Знамени (11.11.1966; 22.10.1976)
- орден «Знак Почёта» (1939)
- медали[7]

## Память
- Имя Д. Г. Жимерина присвоено Черепетской ГРЭС — первой в Европе паротурбинной электростанции сверхвысокого давления.